# 斯波園女
斯波 園女（しば そのめ、寛文4年（1664年） - 享保11年4月20日（1726年5月21日））は江戸時代の俳人。伊勢国山田（現在の三重県伊勢市）出身。本姓は度会氏、剃髪後は智鏡と称する。

## 来歴
伊勢山田の神官の秦師貞に生まれ、同地の医師・斯波一有（別号、渭川（いせん））に嫁す。元禄2年（1689年）松尾芭蕉門に入門したとされるが、実際は貞享5年（1688年）に芭蕉から句を得た際に入門したと考えられる。蕉門の俳書『阿羅野』（元禄2年刊）『其袋』（元禄3年）に入集するが、それ以降は芭蕉の俳書にはあまり入集していない。
元禄5年（1682年）夫と大坂に移住している。この時、井原西鶴から園女を讃える詞書と「浜萩や当風こもる女文字」の句を送られた。元禄7年（1694年）9月27日、園女は折から大坂を訪れていた芭蕉を自宅に招き、芭蕉はそこで「白菊の目に立てゝ見る塵もなし」と発句を詠み、園女が「紅葉に水をながす朝月」と脇を付け、九吟歌仙一巻が巻かれた。これが芭蕉最後の歌仙興行となった。大坂時代が最も俳人として活躍した時期であり、前句付けの雑俳点者として活躍した。
元禄末から宝永2年（1705年）頃に夫が死去、宝永2年（1705年）に稲津青流の仲介で江戸の宝井其角を頼って上京する。眼科医を家業としながら俳諧を続け、宝永3年（1706年）から宝永5年（1708年）の間に処女撰集『菊之塵』を完成させる。
正徳年間には深川八幡に36本の桜の植樹を寄進しているが、これは後々まで「歌仙桜」として江戸っ子に親しまれた。享保3年（1718年）剃髪し、智鏡と号した。晩年は和歌に親しみ、享保7年（1722年）と享保9年（1724年）に伊勢神宮へそれぞれ1030首の和歌を奉納した。
辞世の歌は「秋の月春の曙見し空は夢か現かなむあみだ仏」。墓所は江東区白河の雄松院。
編著に『菊のちり』『鶴の杖』がある。

## 著名な句
性格や行動には男性的面があったようで、筆跡も雄渾な男性的な筆致である。句は素直で淡泊な味わいと評される。
- 夜あらしや太閤様の桜狩（『俳家奇人談』）
- 衣更えわざと隣の子をだきに（『柏原集』）
- みどり子を頭巾でだかん花の春（『住吉物語』）
- 大根に実の入る旅の寒さかな（『小弓俳諧集』）